# Тит Секстий Латеран
Тит Секстий Латеран (лат. Titus Sextius Lateranus) — римский политический деятель середины II века.
Латеран происходил из рода, ведущего корни во времена республики. Его отцом был консул-суффект 112 года Тит Секстий Корнелий Африкан, а дедом — консул 94 года Тит Секстий Магий Латеран.
В 154 году Латеран занимал должность ординарного консула вместе с будущим императором Луцием Вером. В 168/169 или 170/171 году он находился на посту проконсула провинции Африка.
Его сыном был консул 197 года Тит Секстий Магий Латеран.